# 俳諧
俳諧（はいかい）とは、主に江戸時代に栄えた日本文学の形式、また、その作品のこと。誹諧とも表記する。正しくは俳諧の連歌あるいは俳諧連歌と呼び、正統の連歌から分岐して、遊戯性を高めた集団文芸であり、発句や連句といった形式の総称である。

## 概要
「俳諧」とは本来、滑稽と同意の戯れをさす漢語であった。佐藤勝明によれば、和歌は「(5+7)N+7（Nは任意の自然数）」と表せ、N=1が片歌、N=2が短歌、N≧3が長歌となる。やがて、5・7を組み合わせる短歌が主流になると、575／77の上句と下句の対応に関心が寄せられ、上句と下句を2人で分担して詠む連歌が流行する。初期の連歌は、対話的で機知的な笑いを伴うもので、「俳諧之連歌」と呼称された。連歌が流行するにつれて、2句だけの短連歌だったのが、次第に長句（5・7・5）と短句（7・7）をつなげて一定数を続ける長連歌へと変化する。その後、幽玄・さび・ひえを重視する和歌的連歌（有心連歌）と連歌本来の機知的滑稽を残す俳諧連歌（無心連歌）に二分される。
山崎宗鑑が俳諧連歌集の祖となる『犬筑波集（俳諧之連歌抄）』を編纂し、また、宗鑑と並び俳諧の祖と評される荒木田守武が『俳諧独吟百韻』等の俳諧集を編んだ頃から、俳諧連歌への関心が高まった。
江戸時代になると、識字率の向上や学習意欲の高まりに伴って、庶民が文化の担い手となり、俳諧連歌は人気を博す。松永貞徳の貞門派や西山宗因の談林派、俳諧の新たな表現を模索する天和調といった流行が生じた後、松尾芭蕉の蕉風と呼ばれる作風が生まれた。和歌や連歌が日常的な世界（俗）ではなく、貴族的・古典的な世界（雅）の文芸として大成したのに対して、芭蕉は俗な世界を扱いながら和歌や連歌に匹敵する作品を示そうと試みたのである。
芭蕉没後、俳壇は宝井其角、水間沾徳らの都市型俳諧と、各務支考、志太野坡らの地方農村型俳諧に分化する一方、雑俳の流行が顕著に見られる。洒落風・化鳥風・蕉風再興といった動きの中で、与謝蕪村、小林一茶といった俳諧師が活躍した。だが、俳諧を嗜む人口が増えるにつれて、俳諧は徐々に趣味化していき、表現や内容が平淡になっていく。
明治時代になると、正岡子規によって、俳諧は月並俳諧として批判の対象となり「発句は文学なり。連俳は文学に非ず」と断じられた。これ以降、俳諧の発句が俳句と称され、伝統的な俳諧は連句と呼ばれるようになった。

## 形式
俳諧を文芸ジャンルとして用いる場合、発句や連句はもちろん、前句付などの雑俳や俳文、漢詩の形式を模した和詩や仮名詩が含まれる。俳諧は座の文芸とされ、宗匠・執筆（しゅひつ）・連衆で構成される一座の共同体、連衆の作句活動、宗匠の捌きによって、作品の成否と出来栄えが決定する。